# Palaemonetes antrorum
Palaemonetes antrorum је животињска врста класе Crustacea која припада реду Decapoda и фамилији Palaemonidae. 

## Угроженост
Ова врста се сматра угроженом.

## Распрострањење
Сједињене Америчке Државе су једино познато природно станиште врсте.

## Станиште
Станиште врсте су слатководна подручја.